# Zip2
A Zip2 egy olyan cég volt, amely online városkalauz szoftvereket biztosított és licencelt újságoknak. 1995-ben alapították a kaliforniai Palo Altóban Global Link Information Network néven az Musk testvérek, Elon és Kimbal Musk, valamint Greg Kouri. Kezdetben a Global Link helyi vállalkozásoknak biztosított internetes jelenlétet,:61 később azonban újságoknak kezdett segíteni online városkalauzok tervezésében, mielőtt 1999-ben a Compaq Computer megvásárolta.

## Története
A Global Link Information Networköt 1995-ben alapították a testvérek, Elon és Kimbal Musk, valamint Greg Kouri a kaliforniai Palo Altóban, angyalbefektetők kis csoportjától gyűjtött pénzből,[8][9][10] valamint Kouri 6000 dollárjából. plus US$6,000 from Kouri. Ashlee Vance Elon Muskról írt életrajzában azt állítják, hogy a Muskék apja, Errol Musk 28 000 dollárt adott nekik ebben az időszakban,:Ch.4 de Elon Musk ezt később tagadta.. Később tisztázta, hogy az apja egy későbbi finanszírozási kör részeként a 200 000 USD mintegy 10%-át adta.
Kezdetben a Global Link a helyi vállalkozásoknak nyújtott internetes jelenlétet azáltal, hogy szolgáltatásaikat összekapcsolta a keresőkkel, és útbaigazítást nyújtott.:61 Elon Musk egy ingyenes Navteq adatbázist kombinált egy Palo Alto-i üzleti adatbázissal, hogy létrehozza az első rendszert.
1996-ban a Global Link 3 millió dolláros befektetést kapott a Mohr Davidow Ventures-től, és hivatalosan Zip2-re változtatta a nevét. 1996-ban a Davidow Ventures megváltoztatta a Zip2 alapvető stratégiáját: a helyi, közvetlenül az üzleti vállalkozásoknak történő értékesítés helyett inkább országos háttérszoftvercsomagokat értékesített az újságoknak, hogy azok saját címtárakat építhessenek. 1996-ban Elon Muskot nevezték ki technológiai igazgatónak, Rich Sorkin pedig vezérigazgató lett. A Zip2 hivatalos szlogenjeként a "We Power the Press" védjegyet használta, és tovább növekedett. A Zip2 üzleteket kötött a The New York Times, a Knight Ridder és a Hearst Corporation vállalatokkal, és az újságokkal való együttműködés révén az Editor & Publisher szerint "az amerikai újságipar válasza az online városkalauz-iparra" egyik fő összetevője lett.
1998-ra a vállalat mintegy 160 újsággal lépett partnerségre, hogy városkalauzokat fejlesszen ki, akár helyi, akár teljes körűen. Elon Musk elnök és alapító szerint ezek közül húsz újságból teljes körű városkalauzok születtek. A The New York Times beszámolt arról, hogy a Zip2 az újságoknak az alapkínálat mellett online címjegyzéket, naptárat és e-mailt is biztosított.

## Termék
A Zip2 kétirányú kommunikációt tett lehetővé a felhasználók és a hirdetők között. A felhasználók üzenetet küldhettek a hirdetőknek, és az üzenetet továbbíthatták a faxkészülékükre. Hasonlóképpen, a hirdetők faxolhattak a felhasználóknak, és a felhasználók meghatározott URL-címek segítségével megtekinthették a faxot.
Az egyik Zip2 termék az "Auto Guide" nevet viselte. Az AutoGuide összekötötte az online újságok felhasználóit a helyi autókereskedésekkel vagy magáncégek autóeladóival.

## Fúziós és felvásárlási kísérletek
1998 áprilisában a Zip2 megpróbált egyesülni a fő versenytársával, a CitySearch-csel. Bár Musk kezdetben támogatta a fúziót, meggyőzte az igazgatótanácsot, hogy ne folytassák azt.. A The New York Times szerint a két vállalat "a kultúrák és a technológia összeegyeztethetetlenségére hivatkozott" az egyesülés kudarcának okaként.
1999 februárjában a Compaq Computer 305 millió dollárt fizetett a Zip2 felvásárlásáért.:109 1999. februárjában Elon és Kimbal Musk, az eredeti alapítók 22 millió dollárt, illetve 15 millió dollárt kaptak.:109 A vállalatot azért vásárolták meg, hogy a Compaq AltaVista webes keresőmotorját továbbfejlesszék.